# Janez Benko
Janez Benko, slovenski klarinetist, * 23. maj 1978, Trbovlje.
Poklicno deluje kot koncertni mojster v Orkestru Slovenske vojske, sicer pa poučuje klarinet v Glasbeni šoli Avsenik ter Glasbeni šoli Emil Adamič.
Je član Slovenskega kvarteta klarinetov, ustanovni član Slovenskega orkestra klarinetov, član Delavske godbe Trbovlje in narodnozabavnega ansambla Gregorji iz Begunj na Gorenjskem.